# Paridris nitidiceps
Paridris nitidiceps är en stekelart som först beskrevs av Jean-Jacques Kieffer 1910.  Paridris nitidiceps ingår i släktet Paridris och familjen Scelionidae. Inga underarter finns listade i Catalogue of Life.